# Ronald DeWolf
Pour les articles homonymes, voir DeWolf.
Ronald DeWolf est le fils de Ron Hubbard, fondateur de la Scientologie. Il est un opposant à celle-ci.

## Biographie
Hubbard, Jr. a affirmé avoir aidé son père dans les premiers jours de la Scientologie, mais a ensuite rejeté son père et la Scientologie, la quittant en 1959 et changeant son nom en Ronald DeWolf. Le 6 novembre 1982, devant un tribunal de Riverside, Californie, DeWolf a intenté une action en justice pour le contrôle de la succession de son père, affirmant que son père était décédé ou incompétent. Son père était bien vivant, quoique reclus.

## Autobiographie sur sa relation avec son père et la Scientologie
En 1981, DeWolf a écrit son autobiographie The Telling of Me, by Me, qui n'a jamais été publiée de son vivant. Il y décrit comment son père lui a appris l'occultisme et affirme que la Scientologie est une religion autocentrée sur Ron Hubbard.
Au milieu des années 1980, DeWolf a donné plusieurs interviews et fait des déclarations sous serment sur l'histoire de son père. Il a expliqué que son père avait été «profondément impliqué dans la magie occulte et noire». La mort d'Aleister Crowley en 1947 fut un événement charnière qui conduisit Hubbard à «reprendre le flambeau de la Bête». «La magie noire est au cœur de la Scientologie», a déclaré DeWolf. "Mon père n'a pas adoré Satan. Il pensait qu'il était Satan.".
«99% de ce que mon père a écrit ou dit sur lui-même est totalement faux», a déclaré DeWolf dans une interview télévisée en 1983. La même année, il a déclaré au magazine Penthouse que son père était un agent du KGB et un toxicomane qui prétendait être Satan incarné. Selon DeWolf, son père était si proche de l'acteur Errol Flynn, que Hubbard considérait Flynn comme le père adoptif de DeWolf et qu'ensemble Hubbard et Flynn se livraient à des activités illégales telles que le trafic de drogue et le viol statutaire (sur mineurs avec leur consentement). S'exprimant sur WDVM à Washington, DC, en 1983, dans l'émission Carol Randolph Morning Break, il a comparé Sea Org avec les Nazi SS, et a décrit les opérations d'importation de drogue dans lesquelles il alléguait que son père avait été impliqué, citant des liens avec le crime organisé au Mexique et en Colombie. À son avis, la Scientologie n'était guère plus qu'une secte qui existait pour gagner de l'argent.
Au sujet du livre Brain-Washing où il a été dit qu'il s'agit d'une transcription d'un discours sur l'utilisation de la psychiatrie comme moyen de contrôle social, donné par Lavrenty Beria en Union soviétique en 1950, Ronald DeWolf affirme que c'est son père qui l'a rédigé et que sa famille en a dactylographié le manuscrit, L'ancien rédacteur en chef de Hubbard, John Sanborn, a confirmé le témoignage de Hubbard Jr.

## Publications
- The telling of me by me[1]